# 補陀落
補陀落（ふだらく、梵: Potalaka）は、観音菩薩の降臨する霊場であり、観音菩薩の降り立つとされる伝説上の山である。その山の形状は八角形であるという。インドの南端の海岸にあるとされた。補陀落山（ふだらくせん）とも称す。

## 名称
「補陀落」は、サンスクリット語（梵語）のポータラカ (Potalaka) の音訳である。他の音写には補怛洛伽、普陀洛、普陀落など多数がある。義訳は光明山、海島山、小花樹山など。英語では、Mount Potalaka と呼ばれる。

## 概要
補陀落は実叉難陀訳『大方広仏華厳経』「入法界品」、般若訳『大方広仏華厳経』「入法界品」、『千手経』、『陀羅尼集経』2など、多数の経論に見られる。『陀羅尼集経』の註によると海島ともいい、『大唐西域記』によると南インドの海浜の山の東にあるという。八角の形状をした山であるといわれる。興福寺の南円堂の円形はこれを模している。
玄奘は『大唐西域記』巻第十で、補陀落〔布怛落迦〕山は南インドのマラヤ〔秣剌耶〕山の東にあると記している（マラヤ山はケーララ州のカルダモン丘陵に当たるとされる）。その場所を特定しようとする試みや研究もあり、スリランカがあてられることもあった。彦坂周はタミル・ナードゥ州南端のポディイル山に比定した。観音信仰が隆盛になると霊地として「補陀落」の名称が各地で広まった。特に中国では現在の浙江省にある舟山群島を補陀落（普陀山）として遠隔地にまで観音信仰が広がった。
また、日本でも熊野や日光が補陀落になぞらえられ、信仰を集めた。なお、日光という地名は、補陀落～二荒（ふたら）～二荒（にこう）～日光となったという説もある。中世には、観音信仰に基づき、熊野灘や足摺岬などから小船に乗って補陀落を目指す、「補陀落渡海」が盛んに行われた。
なお、チベットも観音信仰の地として知られるが、ラサにあるポタラ宮の名も、サンスクリット語の「ポータラカ」に由来する。